# Gladiolus cruentus
Gladiolus cruentus là một loài thực vật có hoa trong họ Diên vĩ. Loài này được T.Moore miêu tả khoa học đầu tiên năm 1868.